# Lokalbahn Mödling–Hinterbrühl
| Triebwagen der ersten Generation, 1883 |                     |                                       |                                       |
| Streckenlänge: | 4,458 km            |                                       |                                       |
| Spurweite: | 1000 mm (Meterspur) |                                       |                                       |
| Stromsystem: | 550 Volt =          |                                       |                                       |
| |                     |                                       |                                       |
| \| \| 0,000 \| Mödling Übergang zur Südbahn \| 213 m ü. A. \| \| \| 0,120 \| Mödlingbach (17,14 m) \| Mödlingbach (17,14 m) \| \| \| 0,360 \| Mödling-Bahngasse (ab 1927) \| Mödling-Bahngasse (ab 1927) \| \| \| 0,520 \| Demelgasse (1900–1927) \| Demelgasse (1900–1927) \| \| \| 0,710 \| Spechtgasse (1903–1916) \| Spechtgasse (1903–1916) \| \| \| 0,710 \| Kielmannsegg–Spechtgasse (ab 1916) \| Kielmannsegg–Spechtgasse (ab 1916) \| \| \| 0,865 \| Spechtgasse–Viechtlgasse (1901–1903) \| Spechtgasse–Viechtlgasse (1901–1903) \| \| \| 0,940 \| Viechtlgasse (bis 1901) \| Viechtlgasse (bis 1901) \| \| \| 1,000 \| Viechtlgasse–Turnergasse (1917–1930) \| Viechtlgasse–Turnergasse (1917–1930) \| \| \| 1,045 \| Turnergasse–Stadtbad (ab 1930) \| Turnergasse–Stadtbad (ab 1930) \| \| \| 1,2701,300 \| Neusiedlerstraße \| Neusiedlerstraße \| \| \| 1,523 \| Klausen \| Klausen \| \| \| 2,000 \| Adlerbrücke (ab 1890) \| Adlerbrücke (ab 1890) \| \| \| 2,235 \| Mühlgasse (1884–1903) \| Mühlgasse (1884–1903) \| \| \| 2,235 \| Mühlgasse (ab 1903) \| Mühlgasse (ab 1903) \| \| \| 2,320 \| Mödlingbach (12,77 m) \| Mödlingbach (12,77 m) \| \| \| 2,820 \| Mödlingbach (14,32 m) \| Mödlingbach (14,32 m) \| \| \| 2,944 \| Vorderbrühl (ab 1884) \| Vorderbrühl (ab 1884) \| \| \| 3,535 \| Königswiese (1885–1903) \| Königswiese (1885–1903) \| \| \| 3,565 \| Sportplatz (ab 1906) \| Sportplatz (ab 1906) \| \| \| 3,735 \| Königswiese (ab 1903) \| Königswiese (ab 1903) \| \| \| 3,925 \| Hinterbrühl-Helmstreitmühle (ab 1885) \| Hinterbrühl-Helmstreitmühle (ab 1885) \| \| \| 4,458 \| Hinterbrühl-Bahnplatz (ab 1885) \| 252 m ü. A. \| |                     |                                       |                                       |
| Kopfbahnhof Streckenanfang (Strecke außer Betrieb) | 0,000               | Mödling Übergang zur Südbahn          | 213 m ü. A.                           |
| Brücke über Wasserlauf (Strecke außer Betrieb) | 0,120               | Mödlingbach (17,14 m)                 | Mödlingbach (17,14 m)                 |
| Haltepunkt / Haltestelle (Strecke außer Betrieb) | 0,360               | Mödling-Bahngasse (ab 1927)           | Mödling-Bahngasse (ab 1927)           |
| Haltepunkt / Haltestelle (Strecke außer Betrieb) | 0,520               | Demelgasse (1900–1927)                | Demelgasse (1900–1927)                |
| Dienststation / Betriebs- oder Güterbahnhof (Strecke außer Betrieb) | 0,710               | Spechtgasse (1903–1916)               | Spechtgasse (1903–1916)               |
| Dienststation / Betriebs- oder Güterbahnhof (Strecke außer Betrieb) | 0,710               | Kielmannsegg–Spechtgasse (ab 1916)    | Kielmannsegg–Spechtgasse (ab 1916)    |
| Haltepunkt / Haltestelle (Strecke außer Betrieb) | 0,865               | Spechtgasse–Viechtlgasse (1901–1903)  | Spechtgasse–Viechtlgasse (1901–1903)  |
| Haltepunkt / Haltestelle (Strecke außer Betrieb) | 0,940               | Viechtlgasse (bis 1901)               | Viechtlgasse (bis 1901)               |
| Haltepunkt / Haltestelle (Strecke außer Betrieb) | 1,000               | Viechtlgasse–Turnergasse (1917–1930)  | Viechtlgasse–Turnergasse (1917–1930)  |
| Haltepunkt / Haltestelle (Strecke außer Betrieb) | 1,045               | Turnergasse–Stadtbad (ab 1930)        | Turnergasse–Stadtbad (ab 1930)        |
| Haltepunkt / Haltestelle (Strecke außer Betrieb) | 1,2701,300          | Neusiedlerstraße                      | Neusiedlerstraße                      |
| Dienststation / Betriebs- oder Güterbahnhof (Strecke außer Betrieb) | 1,523               | Klausen                               | Klausen                               |
| Haltepunkt / Haltestelle (Strecke außer Betrieb) | 2,000               | Adlerbrücke (ab 1890)                 | Adlerbrücke (ab 1890)                 |
| Haltepunkt / Haltestelle (Strecke außer Betrieb) | 2,235               | Mühlgasse (1884–1903)                 | Mühlgasse (1884–1903)                 |
| Dienststation / Betriebs- oder Güterbahnhof (Strecke außer Betrieb) | 2,235               | Mühlgasse (ab 1903)                   | Mühlgasse (ab 1903)                   |
| Brücke über Wasserlauf (Strecke außer Betrieb) | 2,320               | Mödlingbach (12,77 m)                 | Mödlingbach (12,77 m)                 |
| Brücke über Wasserlauf (Strecke außer Betrieb) | 2,820               | Mödlingbach (14,32 m)                 | Mödlingbach (14,32 m)                 |
| Bahnhof (Strecke außer Betrieb) | 2,944               | Vorderbrühl (ab 1884)                 | Vorderbrühl (ab 1884)                 |
| Haltepunkt / Haltestelle (Strecke außer Betrieb) | 3,535               | Königswiese (1885–1903)               | Königswiese (1885–1903)               |
| Haltepunkt / Haltestelle (Strecke außer Betrieb) | 3,565               | Sportplatz (ab 1906)                  | Sportplatz (ab 1906)                  |
| Dienststation / Betriebs- oder Güterbahnhof (Strecke außer Betrieb) | 3,735               | Königswiese (ab 1903)                 | Königswiese (ab 1903)                 |
| Haltepunkt / Haltestelle (Strecke außer Betrieb) | 3,925               | Hinterbrühl-Helmstreitmühle (ab 1885) | Hinterbrühl-Helmstreitmühle (ab 1885) |
| Kopfbahnhof Streckenende (Strecke außer Betrieb) | 4,458               | Hinterbrühl-Bahnplatz (ab 1885)       | 252 m ü. A.                           |

Die Lokalbahn Mödling–Hinterbrühl war eine meterspurige elektrische Lokalbahn. Die weitgehend straßenbündig trassierte – und daher oft auch als Straßenbahn bezeichnete – Verbindung war die erste elektrische Bahn in Österreich, und weltweit die erste elektrische Straßenbahn im engeren Sinn, welche einen Dauerbetrieb aufrecht hielt. Sie verlief im niederösterreichischen Bezirk Mödling von Mödling nach Hinterbrühl. Die 4,458 Kilometer lange Strecke wurde 1932 stillgelegt.

## Geschichte
Anfang 1881 erteilte das k.k. Handelsministerium der Lokomotivfabrik Krauss & Comp. die Bewilligung, unter anderem für eine vom Linienwall in Wien über Hietzing, Lainz, Speising, Mauer, Liesing, Kalksburg, Rodaun, Perchtoldsdorf, Brunn a. G., Maria-Enzersdorf, Mödling und Vorderbrühl nach Hinterbrühl führende normalspurige Lokalbahnstrecke technische Vorarbeiten vorzunehmen.
Durch bei der Oberbehörde lancierte Einsprüche konnte die, in Konkurrenz zu Krauss stehende, private Südbahngesellschaft sich in der Folge den – in der Station Mödling an die Südbahn von Wien nach Triest anknüpfenden – Lokalbahnbau in die Hinterbrühl sichern. Eine weitere in der oben genannten Bewilligung der Südbahngesellschaft überantwortete Strecke war dabei die Kaltenleutgebener Bahn.
Anfang des Jahres 1882 verhandelte die Südbahngesellschaft mit Siemens & Halske über die Lieferung des elektrischen Teils der Bahn. Siemens hatte im Jahr zuvor die weltweit erste dauerhafte elektrische Straßenbahn Groß-Lichterfelde in Berlin
errichtet (1881–1930). Die Bestellung sollte Anfang März 1882 erfolgen und der Betrieb bereits am 15. Juli desselben Jahres eröffnet werden. Der tatsächliche Verfahrensverlauf gab jedoch Siemens & Halske bis zum Sommer 1883 Zeit zur Vorbereitung für den Bau von Stromerzeugern , fünf Motorwagen sowie die Lieferung aller Bestandteile der röhrenförmigen Oberleitung, die mit Unterstützung eines Ingenieurs von Siemens & Halske montiert werden würde.
Infolge eines an das k. k. Handelsministerium gerichteten Ansuchens einer ersten behördlichen Begehung der projektierten Strecke wurde mit 23. August 1882 die Concessionsurkunde für eine Eisenbahn von Mödling nach Vorderbrühl [...] eventuell nach Hinterbrühl zu Gunsten der priv. Südbahngesellschaft ausgestellt.
Mit Erlass vom 6. Oktober 1882 genehmigte das k. k. Handelsministerium das gemäß § 5 der Konzessionsurkunde vorgelegte Detailprojekt grundsätzlich; von der k. k. Statthalterei wurde für 17. November 1882 die politische Streckenbegehung festgelegt und deren Ergebnis im Hinblick auf Baugenehmigung vom Handelsministerium im Frühjahr 1883 zur Kenntnis genommen. Im Juni desselben Jahres wurden dem Handelsministerium diverse baurelevante Pläne, unter anderem auch der Geleiseplan der Station Mödling, vorgelegt, welche die Zustimmung der Oberbehörde fanden.
Die Genehmigung für diesen Betrieb war nicht leicht zu bekommen, da es bis dahin weltweit außer der Straßenbahn Lichterfelde–Kadettenanstalt in Berlin noch keinen dauerhaften elektrischen Bahnbetrieb gab, obwohl in St. Petersburg die erste Strecke von Fjodor Pirozki und kurz vor Mödling die Volk’s Electric Railway gebaut worden waren.
Aus Rücksicht auf das steigende Transportaufkommen in das Ausflugsgebiet in dem engen Tal wurde aber die Genehmigung erteilt. Im Straßenbereich durfte jedoch nur mit einer Höchstgeschwindigkeit von zehn Kilometer pro Stunde gefahren werden, wenn auch, insgesamt, bereits zwei Wochen nach Betriebseröffnung die Fahrgeschwindigkeit beschleunigt wurde.
1883 wurde die Linie von der Südbahngesellschaft vorerst bis in die Vorderbrühl, einem heutigen Ortsteil Mödlings, erbaut, die Eröffnung einer Teilstrecke für 15. August 1883 in Aussicht genommen.

Streckenverlauf mit Stationen 1883/1885 sowie 1932 bei Betriebsende

Am 25. September 1883 konnte unter der Leitung des bei Siemens & Halske Projektverantwortlichen, Carl Frischen, eine Probefahrt mit einem einzigen Wagen auf einem Drittel der Strecke stattfinden, am 18. Oktober 1883 fand auf der 1,7 Kilometer langen Strecke eine Probefahrt im Beisein von Vertretern der Behörden statt; Fahrtdauer: sechs Minuten. Zur Eröffnung der Teilstrecke Mödling–Klausen der ausschließlich dem Personenverkehre dienenden Localbahn Mödling–Vorderbrühl mit elektrischem Betriebe am 22. Oktober 1883 wurde von der Generaldirektion der Südbahn vorab eine Kundmachung erlassen, mit welcher alle Fahrpreise im Hinblick auf die Zeit nach Inbetriebnahme der ganzen Bahn, also bis Vorderbrühl, publiziert wurden. Kurze Zeit nach der am 6. April 1884 erfolgten Freigabe der Strecke Klausen – Vorderbrühl gestattete das Handelsministerium hinsichtlich etwaiger auf Antriebstechnik und bzw. oder Fahrzeugkapazitäten zurückzuführender Unterbrechungen oder Störungen die aushilfsweise Anwendung des Locomotivbetriebes, wobei u. a. die Zugmaschine einen lichten Anstrich zu erhalten habe, da Pferde vor demselben erfahrungsgemäß weniger scheuen.
Gemäß neuer Fahrordnung verkehrten ab 25. Juni 1885 zwischen Mödling und Vorderbrühl täglich in jeder Richtung 35 Züge, die möglichst kurze Anschlüsse an die auf der Südbahn von Wien kommenden wie nach Wien abgehenden Localzüge bieten sollten. Noch 1885 wurde die Strecke bis in die Hinterbrühl verlängert.
Die eingleisige Strecke mit Ausweichen verlief auf einer Trasse entlang des Mödlingbachs durch die Klausen. Wegen des beengten Raumes war sie teilweise ähnlich einer Straßenbahn geführt.

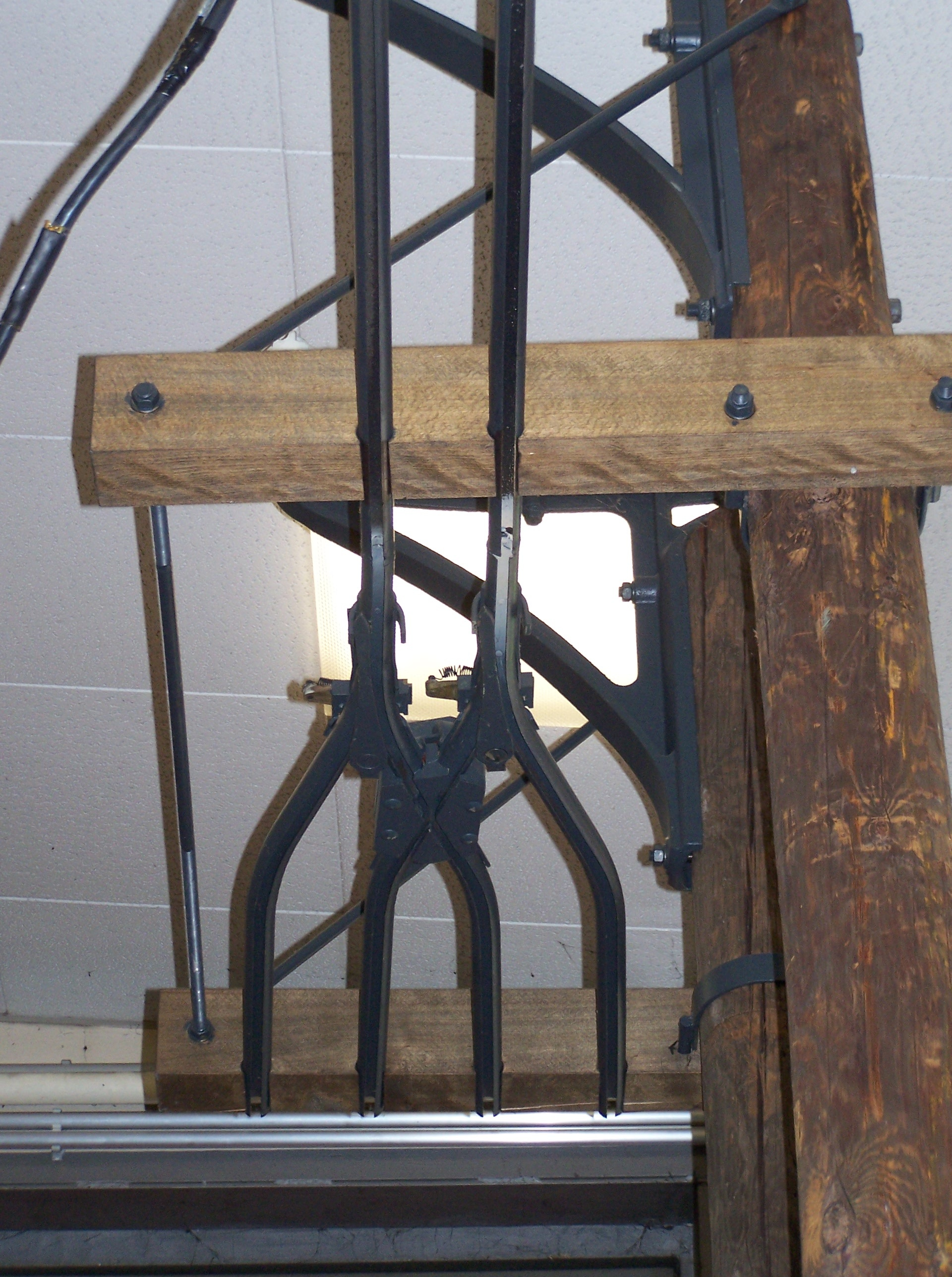
Weiche einer Schlitzrohrfahrleitung der FOTG

Die Bahn war von Anfang an voll elektrifiziert. Im Gegensatz zur heute üblichen Stromversorgung von Eisenbahnen wurden über dem Gleiskörper zwei geschlitzte Rohre als Stromführung an Seilen befestigt (Schlitzrohrfahrleitung). In den Rohren gleitende Metallschiffchen mit isolierten Kabeln dienten als Stromabnehmer.
Drei Lokomobile samt vier Dynamo-Maschinen erzeugten 550 Volt Gleichspannung, die Zuleitung des Stromes erfolgt von der auf dem Bahnhofe in Mödling erbauten Centralstation.

Reserve-Dampflok

Triebwagen der zweiten Generation 1903

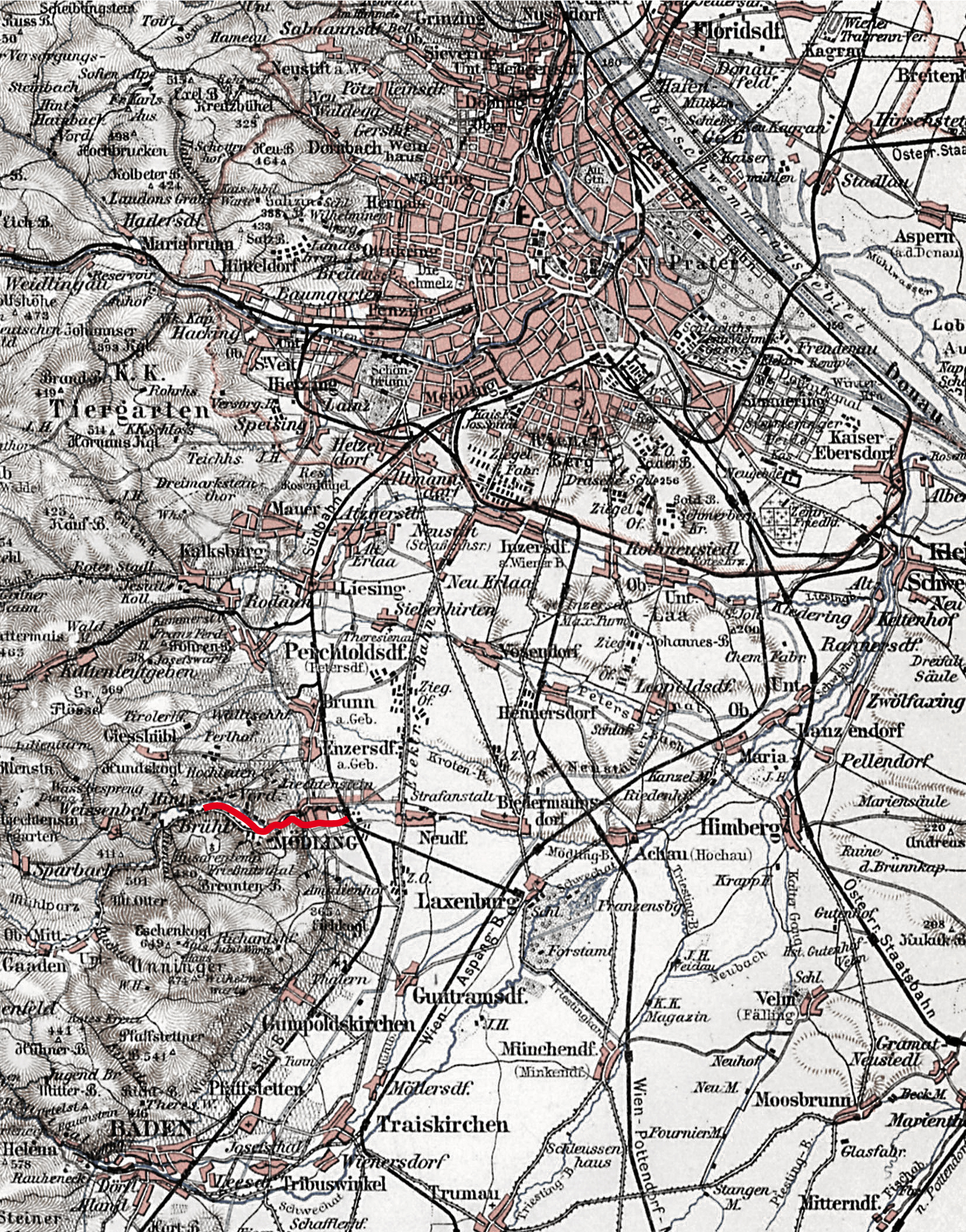
Streckenverlauf um 1888

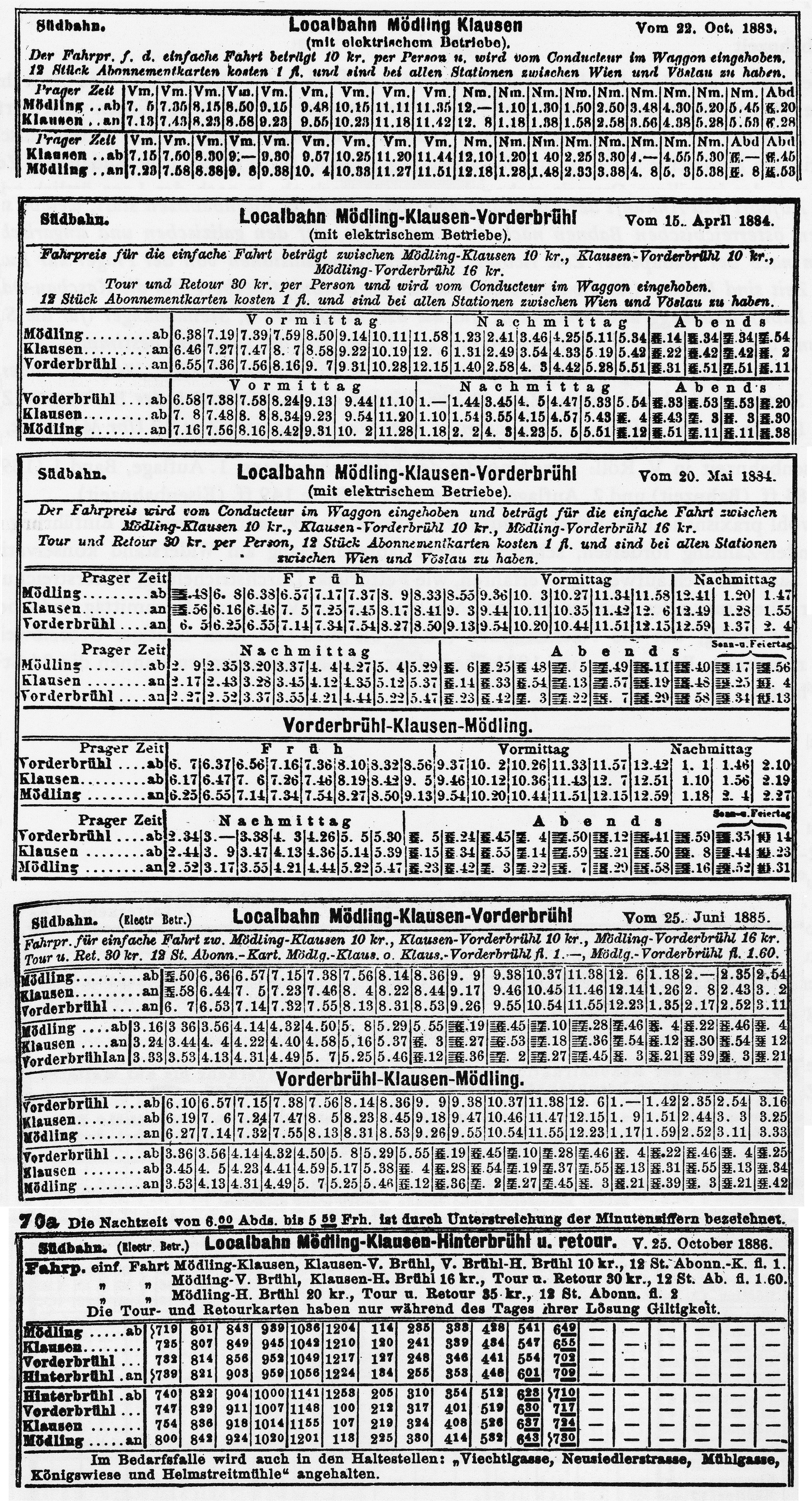
Fahrpläne aus den ersten vier Betriebsjahren 1883–1886

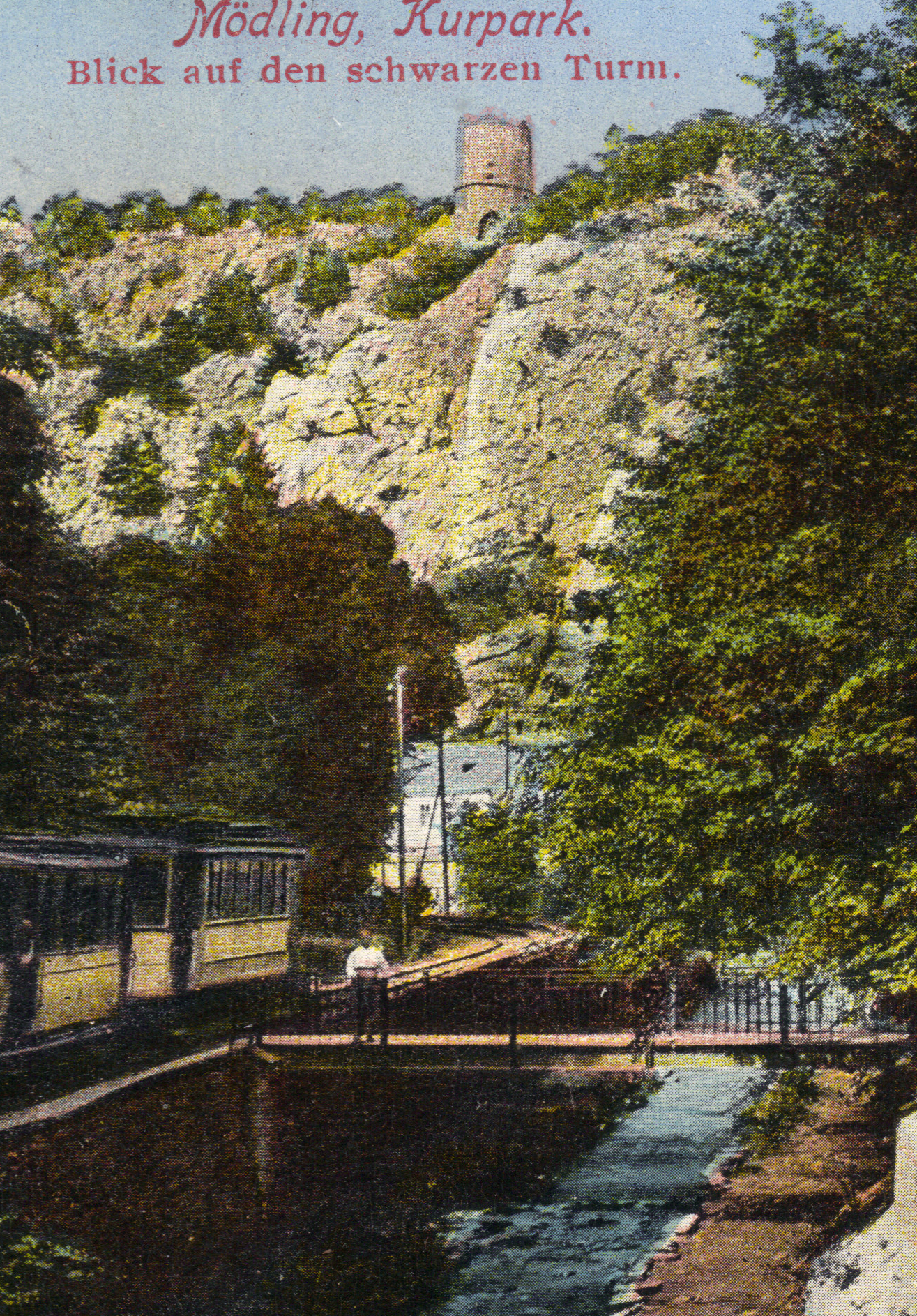
Ein Zug in der Klausen, nach 1900

Die ersten Trieb- und Beiwagen der Type SB Tw 1-15 besaßen nur 18 Sitz- und zwölf Stehplätze und hatten aufgrund der engen Kurven einen Achsabstand von nur eineinhalb Metern. Als Federung waren nur Gummipuffer vorgesehen, Blattfedern wurden noch nicht eingesetzt. Der Elektromotor befand sich in der Mitte des Triebwagens. Als Bremsen wurde schon eine frühe Form der Luftdruckbremsen (sogenannte Zweiwagen-Hardybremse) für alle Wagen verwendet. Durch die über Gelenkwellen gekuppelten Kurbeln an den Wagenenden wurde der unter dem Wagenboden liegende Fahrschalter bedient, somit konnte erstmals der Zug auch vom Beiwagen aus gesteuert werden.
Es wurde zwar eine Dampflokomotive vom Typ SB M als Reserve bereitgestellt, diese wurde aber, da es mit der Stromversorgung keine Probleme gab, vorerst nur für Bauzüge eingesetzt und später nach Slawonien weiter vermietet und schließlich verkauft.
Anders als die eine Flusstalschaft weiter südlich gelegene und häufig zu Vergleichen herangezogene elektrische Bahn Baden – Rauhenstein (Helenental) beziehungsweise Baden – Vöslau verkehrte die Lokalbahn Mödling – Hinterbrühl, bei beträchtlichem Aufwand, auch während der Wintermonate. 
Mit 1. Jänner 1903 sollte die Elektrizitäts-Gesellschaft „Union“ von der Südbahngesellschaft, gegen Bezahlung einer fixen Rente auf Konzessionsdauer, die Bahntrasse Mödling–Hinterbrühl übernehmen. Damit vertraglich verbunden wäre, bei einer Investitionssumme von 700.000 Kronen, die vollständige Modernisierung der Betriebsmittel sowie die Vermehrung des Betriebs gewesen.  Der Kontrakt kam jedoch wegen Unannehmbarkeit von regierungsseitig gestellten Bedingungen nicht zustande. 
1903 wurde die Bahn dennoch von der Südbahn komplett umgebaut und die Stromversorgung auf die bis heute übliche Bauweise mit einem Fahrdraht und Rückleitung über die Schienen umgestellt. Auch die Generatoren wurden auf zwei 100 PS starke Maschinen mit Gasfeuerung umgestellt. Der Unterbau wurde verstärkt, sodass die neuen Wagen bereits einen Achsabstand von drei Metern sowie 21 Sitz- und 24 Stehplätze aufwiesen. Die Züge fuhren zu Spitzenzeiten im Sieben-Minuten-Takt.
Bereits 1912 hatten sich die Investitionen amortisiert, und die Bahn fuhr mit Gewinn. Mit Frühsommer 1914 erwuchs der Bahn die erste Konkurrenz: eine von der Oesterreichischen Motor-Omnibusgesellschaft zwischen Wiener Neudorf und Vorderbrühl geführte Buslinie, die als weiteren Vorteil die Verbindung von Wiener Lokalbahn und Südbahn bot.
Nach dem Ersten Weltkrieg übernahmen die Österreichischen Bundesbahnen (damals BBÖ) den Betrieb, die Betriebsausgaben stiegen sprunghaft an. Auch die Anzahl der Fahrgäste stieg stetig und erreichte 1926 mit einer knappen Million die höchste Anzahl seit Bestehen.
Im Jahr 1927 richtete jedoch die LOBEG (Lastwagen und Omnibus-Betriebs-Gesellschaft) einen Autobusdienst auf derselben Strecke ein. Die Folge war ein gegenseitiges Unterbieten der Tarife, das die Rentabilität beider Verkehrsmittel unmöglich machte. Die durchschnittlichen Einnahmen der „Elektrischen“ betrugen nur mehr 16 Groschen je Fahrgast, und die Frequenz sank auf fast die Hälfte. Gegenüber der Vorkriegszeit sanken die Betriebseinnahmen um 60 Prozent; allerdings hatte auch die LOBEG um ihren Bestand zu kämpfen, da das Verkehrsaufkommen in dieser Zeit eben für zwei parallel verlaufende Verkehrsmittel doch zu schwach war. Die BBÖ wollte den Betrieb der Mödling-Hinterbrühler Straßenbahn, wie sie jetzt auch bezeichnet wurde, aber aufrechterhalten. 1931 kaufte sie die LOBEG auf und erwog, die parallel zur Bahn verlaufenden Kraftwagenlinien einzustellen; der Bahnbetrieb sollte erhalten, eine wirtschaftliche Gesundung durch Neuanschaffung moderner Fahrbetriebsmittel erreicht werden.
Fast drei Jahre dauerten die Verhandlungen, Streitereien und Überlegungen um die Einstellung der Bahn. Da sich einer Auflassung der Autobuslinien größere Schwierigkeiten entgegenstellten, war mit Bescheid des Bundesministerium für Handel und Verkehr vom 9. März 1932 das Schicksal der „Hinterbrühler“ besiegelt. Die Einstellung wurde frühestens mit 16. März 1932 bewilligt – und am 31. März 1932 fuhr endgültig der letzte Zug um 22:26 Uhr von der Hinterbrühl nach Mödling (obwohl die Konzession, wie die der Südbahn, noch bis Ende 1968 gelten sollte).
Mehr als 1.000 Zuschauer verabschiedeten die allerletzte „Blaue“; es gab Partezettel, Trauerfahnen, Abschiedsreden, und ein Fackelzug begleitete die letzte Fahrt der drei Zweiergarnituren. Als Ehrengast nahm jener Fahrer, der 1883 den ersten Wagen geführt hatte, an der letzten Fahrt teil.
Sofort nach der Einstellung bemühten sich die Gemeinden Mödling und Hinterbrühl um eine Wiederaufnahme des Betriebes, denn die Bevölkerung war mit den Autobuslinien keinesfalls zufrieden. Deren Fassungsvermögen genügte nicht den Verkehrsanforderungen; auch die Staubplage wurde von den Anrainern ins Treffen geführt. Zwar konnte das Abtragen der Gleise und Stationsanlagen jahrelang hintangehalten werden, doch schon 1935 war der Zustand der Anlagen so schlecht, dass mit einer Wiederinbetriebnahme nicht mehr zu rechnen war.

## Entstehung
In der Hinterbrühl, die zu dieser Zeit ein bekannter Sommerfrischenort war, wurden immer mehr ganzjährig bewohnbare Villen errichtet, sodass auch der Verkehr hierher immer mehr zunahm. So gab es bereits 1872 erste Pläne, die zahlreichen Fiaker und Kutschen vom Mödlinger Bahnhof durch eine schmalspurige Eisenbahn zu ersetzen. Das Projekt scheiterte aber damals durch die Einsprüche der Bevölkerung, die eine Luftverpestung und eine starke Lärmentwicklung fürchteten.
Erst der damalige Generaldirektor der Südbahngesellschaft, Friedrich Julius Schüler (1832–1894), erwirkte eine Konzession für den Bau der Bahn. Auch hier gab es große Widerstände, da die Elektrizität noch nicht sehr bekannt war. Außerdem befürchtete man durch die mit 20 Stundenkilometern dahinrasende Bahn eine Gefahr für die Kinder auf der Straße.
Erbauer der Bahn war Marcel Braumüller, nach dem noch heute die Braumüllerstiege in der Hinterbrühl, ugs. besser bekannt als Bettelstiege, benannt ist. Am 22. Oktober 1883 fuhr die erste Bahn vom Bahnhof in Mödling bis zur Station Klausen, am 6. April 1884 bis in die Vorderbrühl. Am 14. Juli 1885 war die erste Fahrt bis zur endgültigen Station am heute noch so benannten Bahnplatz. Die Grundstücke wurden von der Gemeinde der Südbahngesellschaft unentgeltlich zur Verfügung gestellt. Eine Verlängerung bis zur Höldrichsmühle wurde aber wegen Problemen bei Grundstückseinlösen wieder fallengelassen. Noch vor ihrer Eröffnung war sie ein vielbeachtetes Ausstellungsstück bei der Internationalen Elektrischen Ausstellung in Wien bei der Rotunde im Jahr 1883.

## Triebfahrzeuge

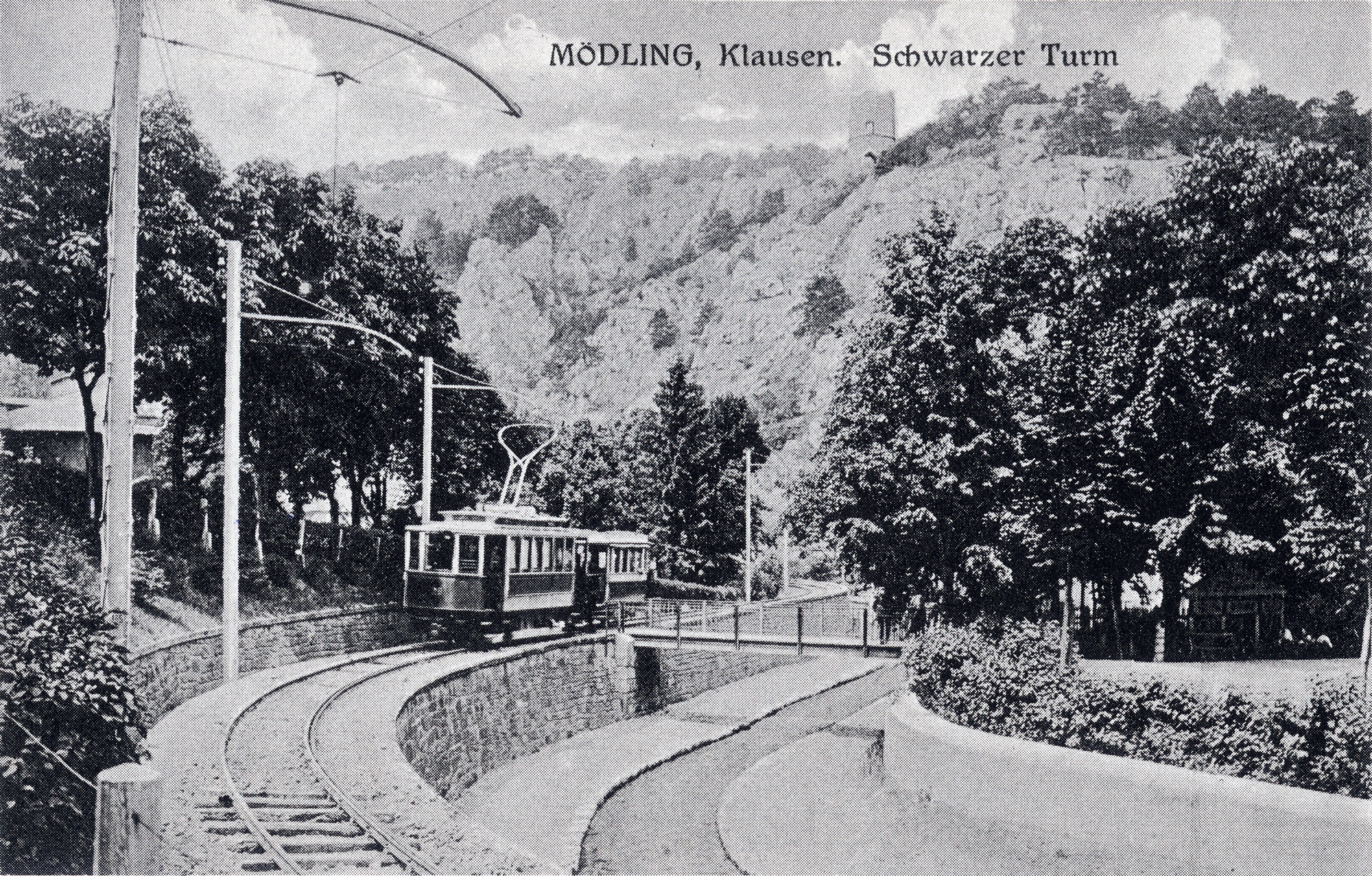
Triebwagen 25, um 1925 auf dem Weg von der Klausen zum Bahnhof Mödling

- SB Tw 1–15
- SB M
- SB Tw 20–29

## Sonstiges
Die Lokalbahn Mödling-Hinterbrühl war die erste dauerhaft betriebene elektrische Bahn in Österreich, zuvor gab es lediglich Ausstellungsbahnen in Österreich. Sie gilt als erste elektrische dauerhaft betriebene Straßenbahn weltweit da andere damalige Bahnen nicht im engeren Sinn als Straßenbahnen verstanden werden können, da sie baulich, u. a. aus Sicherheitsgründen separiert waren (so wie die auf gesperrter eigener Spur verlaufende dauerhafte Straßenbahn Groß-Lichterfelde und die baulich getrennte Volk’s Electric Railway, wobei auch diese bald einen Systemwechsel erfuhr), oder eben noch nicht im Dauerbetrieb waren. Die erste elektrische Testbahn war lediglich vier Jahre zuvor ebenfalls von Siemens vorgestellt worden (siehe hierzu und zu anderen Vorgängerbahnen weltweit die chronologische Übersicht erster elektrischer Bahnen).
Anfang 1884 bewilligte das k. k. Handelsministerium der Südbahngesellschaft technische Vorarbeiten „für eine schmalspurige Localbahn vom Endpunkte der electrischen Eisenbahn Mödling—Hinterbrühl ausgehend, über Gaaden (eventuell Sparbach) und Sittendorf nach Heiligenkreuz, und von da über Sattelbach nach St. Helena zum Anschlusse an die Badener Tramway“.
Im Frühjahr des Jahres 1899 bewilligte das Eisenbahnministerium dem Wiener Bauunternehmer L. Jarath technische Vorarbeiten „für eine elektrische Bahn von Hinterbrühl über Gaaden und Alland bis nach Weißenbach—Neuhaus.“
Ebenfalls 1899 bestand der Plan, die Bahn Mödling–Hinterbrühl den Wiener Localbahnen anzugliedern, verbunden mit dem Ziel, zwischen Wien – Mödling – Hinterbrühl eine durchgehend elektrische Linie zu schaffen – deren Fortsetzung über Gaaden und Siegenfeld nach dem Helenenthale als wahrscheinlich anzusehen wäre. In der gedachten Richtung waren zwischen der Gesellschaft der Wiener Localbahnen und der Südbahn bereits Besprechungen gepflogen worden. — Ende November 1899 wurde das Projekt aus Kostengründen verworfen: die Anpassung der Spurweite auf der Strecke Bahnhof-Mödling – Hinterbrühl sowie Gleisrenovierungen waren absehbar.
1900 fand sich das Gerücht in der Presse, dass die Wiener Firma Siemens und Halske die Bahn gekauft hätte; der Ausbau der Linie bis Heiligenkreuz wäre daher anzunehmen. — Möglicherweise stand in Zusammenhang damit ein neues Bahnproject, mit welchem die Ingenieure Ekert und Spielmann, in gänzlicher Umgehung Badens, Gaaden mit Mödling verbinden wollten.
1926 war zu lesen, dass das Projekt der Wienerwaldbahn, das eine Eisenbahnverbindung der Orte Baden, Helenental, Heiligenkreuz, Alland, Gaaden und Mödling herstellen soll, […] vor seiner Verwirklichung stehe.
Weniger bekannt ist, dass auf der Strecke Mödling – Heiligenkreuz im Jahr 1946 eine Obuslinie geführt werden sollte. Dieses Projekt wurde aber aus finanziellen Gründen nie realisiert.